# 黃琛
黃琛（1413年—1473年），字廷獻，福建延平府將樂縣人，民籍，明朝政治人物。

## 生平
生於永樂十一年（1413年）十月二十日。宣德七年（1432年）壬子科福建鄉試第二十四名舉人，正統四年（1439年）中式己未科會試第四十四名，二甲第十名進士。授戶部四川司主事，升戶部貴州司員外郎、山東司郎中，景泰四年（1453年）升江西布政使司左參政，五年（1454年）升江西左布政使，六年（1455年）討平朱紹綱之亂，同年升南京戶部右侍郎，仍食從三品祿。三載秩滿，奉敕往巡四川。出巡二年，召還京。成化九年（1473年）二月二十四日卒於官，享年六十一歲。

## 家族
曾祖黃子實；祖父黃公貴；父黃崇。娶陳氏（封淑人），無出；側室李氏，生子三人：黃謙、黃讓、黃謹。